# Dossanen
Die Dossanen (auch Doxani, Dasseri und Desseri) waren ein elbslawischer Volksstamm des 10. Jahrhunderts im nördlichen Gebiet der späteren Mark Brandenburg. Ihr Siedlungsgebiet lag wahrscheinlich beiderseits der Dosse östlich des Siedlungsgebietes der Zamzizi. Außer dem Namen gibt es keine Nachrichten über die Lage. Die Dossanen wurden 946/948 erstmals als Doxani in der Gründungsurkunde des Bistums Havelberg als Teil dessen Territoriums erwähnt. Seit 983/991 gehörten sie wahrscheinlich dem Liutizenbund an, der versuchte die slawische Unabhängigkeit im Gebiet östlich der Elbe zu verteidigen.